# 朱啓勳
朱啓勳（？—？），字曾翱，号又笏，江蘇省常州府宜興縣人，清朝政治人物、進士出身。

## 生平
光緒二十年（1894年），参加光緒甲午科殿試，登進士二甲5名。同年五月，改翰林院庶吉士。光緒二十一年四月，散館，授翰林院編修。

## 家庭
父亲朱志汾是道光二十九年（1849年）举人。